# 換鵝書會
換鵝書會為臺灣書法藝術團體，屬雅集式、跨師門的書會，目前成員共14人。該書會成立於1974年，「換鵝」的名稱取自王羲之「寫經換鵝」典故，由書法家曹秋圃先生定名。書會成員來自不同師承，包含曹秋圃、王壯為、江兆申、李普同、謝宗安、王靜芝、陳其銓等臺灣戰後第一代書法家，是跨師門團體。透過集會交流，舉辦展覽、出版畫冊，推動書法欣賞與創作風氣。
換鵝書會1974年成立時，共10名成員，分別是黃篤生、連勝彦、黃金陵、林干乘、周澄、蘇天賜、施春茂、高晉福、謝健輝與薛平南。1985年林干乘、高晉福退社。後邀集曾安田、陳維德，杜忠誥、李郁周等人入社。歷經成員變動，目前成員共計12人，為連勝彥、曾安田、施春茂、謝健輝、陳坤一、陳維德、薛平南、杜忠誥、李郁周、黃宗義、林隆達、蔡明讚（按年齡排序）。
書會活動方面，1975年於臺北市國軍文藝活動中心首次辦理展出，至2019年累計22次展覽；並於1978年出版作品集，至2019年止共12次將作品集結成冊。
數十年發展期間，藝術風格多元，且成員在教學、理論、創作上累積，並因擔任美展評審、書法教授、獲得國家文藝獎等獎項，而具影響力。藝術史學者張光賓提出「換鵝現象」，認為此書會體現臺灣近代書法藝術發展的脈絡。